# Tanz bambolina/Maccheroni elettronici
Tanz bambolina/ Maccheroni elettronici  è un singolo del cantautore italiano Alberto Camerini, pubblicato nell'estate 1982 dalla CBS.

## Descrizione
Tratto dall'Lp Rockmantico, è il settimo 45 giri dell'artista; la copertina riporta, anche se con disposizione diversa, lo stesso disegno del 33 giri.
I due brani sono arrangiati da Alberto Camerini e Roberto Colombo.
Il brano Tanz bambolina fu uno dei tormentoni di quel periodo; con questa canzone Camerini partecipò alla manifestazione musicale Azzurro 1982. La canzone fu scritta da Camerini ispirandosi alla camminata della figlia appena nata Valentina, che il padre incitava cantando "Tanz tanz Valentina".
Nel 2003 il brano Tanz bambolina fu rielaborato in chiave italodance da Roby Rossini.

## Tracce
LATO A
1. Tanz bambolina (testo: Alberto Camerini; edizioni musicali April Music)

LATO B
1. Maccheroni elettronici (testo: Alberto Camerini; edizioni musicali April Music)